# Ken Matthews
Kenneth „Ken“ Joseph Matthews (21. června 1934, Birmingham – 3. června 2019, Wrexham) byl britský atlet, chodec, olympijský vítěz z roku 1964.

## Sportovní kariéra
Stal se několikanásobným mistrem Velké Británie v chůzi na 2, 7 a 10 mil. Olympijský závod na 20 km v Římě v roce 1960 nedokončil. O dva roky později se ale stal mistrem Evropy na této trati. To ho předurčilo roli favorita v olympijském závodu v chůzi na 20 km v Tokiu v roce 1964. Zde nezklamal a zvítězil.